# Khakasse
Cet article concerne la langue khakasse. Pour le peuple khakasse, voir Khakasses.
Le khakasse est une langue turque parlée dans la République de Khakassie et dans le Sud du kraï de Krasnoïarsk en Russie. En dehors de la Khakassie, des locuteurs de la langue se trouvent dans les raïons d'Oujour et Charypovo, ainsi qu'au Touva. Au recensement soviétique de 1989, 61 100 des 80 300 personnes s'étant déclarées khakasses parlaient la langue.

## Classification
Le khakasse appartient au groupe des langues turques sibériennes, dont font aussi partie le tchoulym et le chor.
Comme le finnois, le hongrois, le mongol et le turc, le khakasse utilise l'harmonie vocalique, c'est une langue agglutinante et n'a pas de genre grammatical. C'est une langue SOV (Sujet-Objet-Verbe).

## Écriture

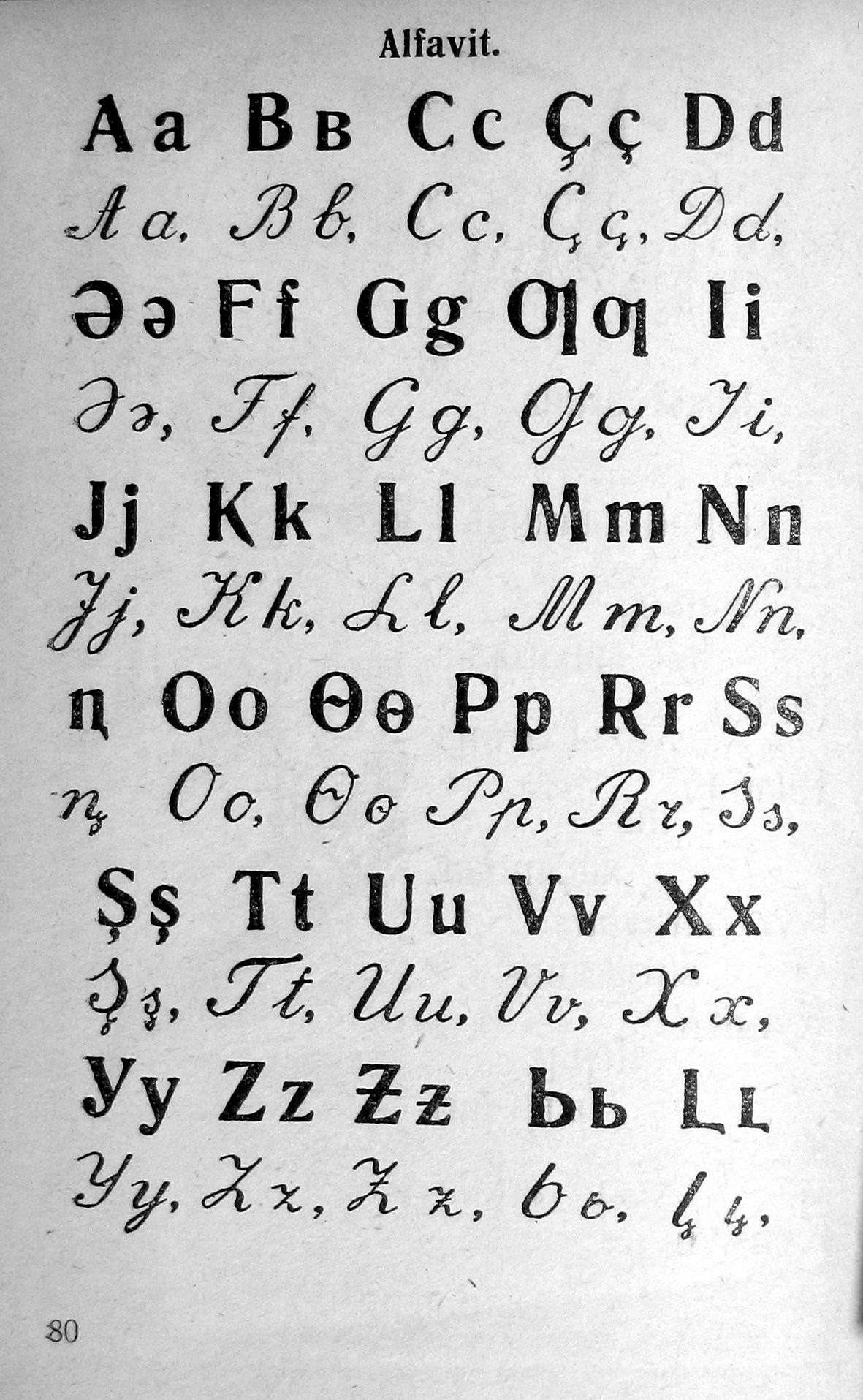
alphabet khakasse en 1934

Le khakasse a été écrit avec un alphabet latin khakasse dans les années 1920 et 1930.
L’alphabet cyrillique khakasse est adopté en 1939. Les lettres ғ et ӌ sont ajoutées à l’alphabet en 1947 et le digramme нъ est remplacé par la lettre ң en 1962.
| А а | Б б | В в | Г г | Ғ ғ | Д д | Е е | Ё ё |
| Ж ж | З з | И и | Й й | I i | К к | Л л | М м |
| Н н | Ң ң | О о | Ӧ ӧ | П п | Р р | С с | Т т |
| У у | Ӱ ӱ | Ф ф | Х х | Ц ц | Ч ч | Ӌ ӌ | Ш ш |
| Щ щ | Ъ ъ | Ы ы | Ь ь | Э э | Ю ю | Я я |     |

## Phonologie
Les tableaux présentent les phonèmes vocaliques et consonantiques du khakasse. À gauche se trouvent les phonèmes dans la version modifiée de l'alphabet cyrillique utilisée pour transcrire le khakasse.

### Voyelles
|         | Antérieure                     | Centrale      | Postérieure                 |
| ------- | ------------------------------ | ------------- | --------------------------- |
| Fermée  | і, и [i] ии [iː] ӱ [y] ӱӱ [yː] | ы [ɨ] ыы [ɨː] | у [u] уу [uː]               |
| Moyenne | е [e] ее [eː]                  |               | ӧ [ø] ӧӧ [øː] о [o] оо [oː] |
| Ouverte |                                | а [a] аа [aː] |                             |

### Consonnes
|              |              | Bilabiale | Dentale | Latérale | Palatale | Vélaire |
| ------------ | ------------ | --------- | ------- | -------- | -------- | ------- |
| Occlusive    | Sourde       | п [p]     | т [t]   |          |          | к [k]   |
| Occlusive    | Sonore       | б [b]     | д [d]   |          |          | г [g]   |
| Fricative    | Sourde       | ф [f]     | с [s]   |          | ш [ʃ]    | х [x]   |
| Fricative    | Sonore       | в [v]     | з [z]   |          | ж [ʒ]    | ғ [ɣ]   |
| Affriquée    | Sourde       |           |         |          | ч [tʃ]   |         |
| Affriquée    | Sonore       |           |         |          | ӌ [dʒ]   |         |
| Nasale       | Nasale       | м [m]     | н [n]   |          |          | ң [ŋ]   |
| Liquide      | Liquide      |           | р [r]   | л [l]    |          |         |
| Semi-voyelle | Semi-voyelle |           |         |          | й [j]    |         |

### Source
- (ru) Г.И. Донидзе, « Хакасский язык », dans Языки мира, Тюркские языки, Moscou, Izdatel'stvo Indrik,‎ 1997 (ISBN 5-85759-061-2), p. 459-470
- [KNAB] (et + en) Eesti Keele Instituut / Institute of the Estonian Language, « Hakassi / Khakass / Хакас Hakas latinisatsioon / romanization: KNAB 1995-02-05 », dans KNAB: Kohanimeandmebaas / Place Names Database,‎ 2012-09-25 (2007-11-25) (lire en ligne)
- [Tchankov 1972] (en) Д. И. Чанков, « Создание и усовершенствование хакасского алфавита », dans Вопросы совершенствования алфавитов тюркских языков СССР, М., Наука,‎ 1972, p. 183-189